# Brian C. Daley
Pour les articles homonymes, voir Brian Daley et Daley.
Œuvres principales
- Série Les Aventures de Yan Solo

Brian Charles Daley, né le 22 décembre 1947 à Englewood dans le New Jersey et mort le 11 février 1996 dans le Maryland, est un écrivain américain de science-fiction. Il est entre autres célèbre pour ses livres se déroulant dans l'univers Star Wars ainsi que pour ses adaptations radiophoniques des films de cette saga.

## Œuvres

### SérieCoramonde
1. (en) The Doomfarers of Coramonde, 1977
2. (en) The Starfollowers of Coramonde, 1979

### SérieThe Adventures of Hobart Floyt and Alacrity Fitzhugh
1. (en) Requiem for a Ruler of Worlds, 1985
2. (en) Jinx on a Terran Inheritance, 1985
3. (en) Fall of the White Ship Avatar, 1986

### UniversStar Wars

#### SérieLes Aventures de Yan Solo
1. Yan Solo au bagne des étoiles, Fleuve noir, coll. « Star Wars » no 66, 2005 ((en) Han Solo at Stars' End, 1979)  (ISBN 2-265-06943-4)
2. La Revanche de Yan Solo, Fleuve noir, coll. « Star Wars » no 67, 2005 ((en) Han Solo's Revenge, 1979)  (ISBN 2-265-06944-2)
3. Yan Solo et le Trésor de Xim, Fleuve noir, coll. « Star Wars » no 69, 2005 ((en) Han Solo and the Lost Legacy, 1980)  (ISBN 2-265-06945-0)

#### Adaptations radiophoniques
1. (en) Star Wars: Episode IV: A New Hope, 1981
2. (en) Star Wars: Episode V: The Empire Strikes Back, 1983
3. (en) Star Wars: Episode VI: The Return of the Jedi, 1997

### UniversRobotech
Les romans sont écrits avec James Luceno sous le pseudonyme commun de Jack McKinney.

#### SérieRobotech
1. (en) Genesis, 1987
2. (en) Battle Cry, 1987
3. (en) Homecoming, 1987
4. (en) Battlehymn, 1987
5. (en) Force of Arms, 1987
6. (en) Doomsday, 1987
7. (en) Southern Cross, 1987
8. (en) Metal Fire, 1987
9. (en) The Final Nightmare, 1987
10. (en) Invid Invasion, 1987
11. (en) Metamorphosis, 1987
12. (en) Symphony of Light, 1987
13. (en) The End of the Circle, 1990
14. (en) The Zentraedi Rebellion, 1994
15. (en) The Masters' Gambit, 1995
16. (en) Before the Invid Storm, 1996

#### SérieThe Sentinels
1. (en) The Devil's Hand, 1988
2. (en) Dark Powers, 1988
3. (en) Death Dance, 1988
4. (en) World Killers, 1988
5. (en) Rubicon, 1988

### SérieThe Black Hole Travel Agency
Les romans sont écrits avec James Luceno sous le pseudonyme commun de Jack McKinney.
1. (en) Event Horizon, 1991
2. (en) Artifact of the System, 1991
3. (en) Free Radicals, 1992
4. (en) Hostile Takeover, 1994

### SérieGammaLAW
Les romans sont édités par James Luceno et publiés après la mort de leur auteur.
1. (en) Smoke on the Water, 1997
2. (en) Screaming Across the Sky, 1998
3. (en) The Broken Country, 1998
4. (en) To Water's End, 1999

### Romans indépendants
- Tron, Hachette Jeunesse, coll. Bibliothèque verte, 1982 ((en) Tron, 1982)Novélisation du film Tron
- (en) A Tapestry of Magics, 1983
- (en) Kaduna Memories, 1990Écrit avec James Luceno. Écrit sous le pseudonyme commun de Jack McKinney